# 将军 (象棋)
将军或照将（英语：check），简称“将”，指象棋类游戏中一方攻击对方的王或将、帅等最重要的棋子，威胁要在下一步将其吃掉的情形。
被将军的一方必须立即设法解除对方对己方王或将、帅等的攻击，称为「应将」。有些局面則會出現應將時反將一軍。
如果有兩路同時將軍，稱為「雙將」。在這種情況下，被將軍的一方選擇會被壓縮，甚至走投無路。
如果无法应将，亦即王或将、帅等在下一步必被对方吃掉，则称为被“将死”。象棋类游戏以将死对方为目的，被将死的一方作负。